# Число Грасгофа
Число́ Грасго́фа ({\displaystyle \mathrm {Gr} }) — критерий подобия, параметр подобия, безразмерная величина, определяет процесс подобия теплообмена при конвекции в поле тяжести (гравитации, ускорения) и является мерой соотношения архимедовой выталкивающей силы, вызванной неравномерным распределением плотности жидкости, газа в неоднородном поле температур, и силами вязкости. Названо в честь немецкого инженера Франца Грасгофа.
{\displaystyle \mathrm {Gr} ={\frac {gL^{3}\beta (t_{c}-t_{0})}{\nu ^{2}}},}
где:
{\displaystyle g} — ускорение свободного падения, на поверхности Земли {\displaystyle g=9{,}81} м/с²;
{\displaystyle L} — определяющий характерный линейный размер поверхности теплообмена, м;
{\displaystyle t_{c}} — температура поверхности теплообмена, °C;
{\displaystyle t_{0}} — температура теплоносителя, °C;
{\displaystyle \nu } — коэффициент кинематической вязкости, м²/с;
{\displaystyle \beta } — температурный коэффициент объёмного расширения теплоносителя, для газов, при не слишком большом постоянном давлении, {\displaystyle \beta ={\frac {1}{273+t_{0}}}} К−1.